# اچ‌ام‌اس اجین‌کورت (۱۹۱۳)
اچ‌ام‌اس اجین‌کورت (۱۹۱۳) (به انگلیسی: HMS Agincourt (1913)) یک کشتی بود که طول آن ۶۷۱ فوت ۶ اینچ (۲۰۴٫۷ متر) بود. این کشتی در سال ۱۹۱۳ ساخته شد.